# STS-93
STS-93 byla 26. mise raketoplánu Columbia. Celkem se jednalo o 94. misi raketoplánu do vesmíru. Hlavním cílem bylo vynesení astronomické observatoře Chandra na oběžnou dráhu. Přes technické problémy při startu bylo vypuštění observatoře úspěšné. Při této misi byla poprvé v historii NASA ve funkci velitele raketoplánu žena - Eileen Collinsová.

## Posádka
- Eileen M. Collinsová (4) velitelka
- Jeffrey S. Ashby (3) pilot
- Steven A. Hawley (5) letový specialista 1
- Catherine G. Colemanová (3) letová specialistka 2
- Michel Tognini (2) letový specialista 3, CNES

V závorkách je uvedený celkový dosavadní počet letů do vesmíru včetně této mise.

## Přípravy na start
Rentgenová observatoř Chandra se původně jmenovala Advanced X-ray Astrophysics Facility (AXAF). Původně měla obsahovat dalekohled s vysokým stupněm rozlišení, ale přehodnocení projektu v letech 1992 a 1993 zredukovalo přístrojové vybavení. Původní termín startu měl být v roce 1997, neustálé komplikace spojené se stavbou dalekohledu a testování družice však vedly k neustálým odkladům. V roce 1998 byl ještě nedokončený dalekohled pojmenovaný Chandra na počest významného amerického astrofyzika indického původu Subrahmanyana Chandrasekhara.
Raketoplán columbia byl po své předcházející misi STS-90 dne 17. dubna 1999 přesunut do hangáru OPF-1. Odtud 2. června putoval do montážní haly VAB, kde byl připojený k nádrži ET a motorům SRB. Celý komplex se 7. června přesunul na rampu LC-39B. Dne 27. června byla do nákladového prostoru raketoplánu vložena observatoř Chandra i se jeho raketovým stupněm IUS a nosným prstencem ASE. Odpočítávání začalo 17. července, neproběhlo však až do úplného konce.

### Pokusy o start
Odpočítávání zpočátku probíhalo hladce a počasí bylo dobré. V čase T-31 sekund předal počítač GLS řízení startu palubním počítačům Columbie. V čase T-16 sekund však technik zodpovědný za kontrolu hladiny koncentrace plynného vodíku v prostoru motorů zpozoroval, že kontrolní čidla detekují koncentraci vodíku překračující až dvojnásobně povolenou hodnotu. Jelikož hrozila exploze při zážehu hlavních motorů, byl vydán povel k přerušení startu. Odpočítávání se zastavilo v čase T-7 sekund.
Pozdější vyšetřování ukázalo, že porucha byla jen na sledovacím senzoru. Skutečná koncentrace vodíku nebezpečné hodnoty nedosáhla. Další pokus o start byl zahájen až o několik dní později - 22. července. Druhý pokus o start byl ale odvolán kvůli zhoršujícímu se počasí. Další pokus o start ale mohl proběhnout následující den. Při třetím pokusu nenastalo žádné neplánované přerušení. V čase 04:31:00 UT nastal zážeh motorů SRB a Columbia se odpoutala od startovací rampy.

## Průběh letu
Už pět sekund po startu nastaly první technické problémy. V jednom ze tří rozvodů elektrické energie na palubě raketoplánu došlo ke zhruba půlsekundovému zkratu. Následkem toho vysadila jedna elektrická baterie a dvě řídící jednotky v hlavních motorech raketoplánu (anglicky Space Shuttle Main Engine, SSME). Ostatní dva rozvody fungovaly dobře, takže let mohl pokračovat.
Dalším problém během letu bylo to, že hlavní motory raketoplánu SSME ukončily svoji činnost o 150 milisekund dříve, než bylo v plánu. Důvodem byl nedostatek kyslíku v hlavní nádrži ET. Vyšetřování ukázalo, že už na rampě došlo k poškození jednoho motoru SSME. Uvolněná zátka vyražená tlakem kyslíku se dostala do motoru a narazila na stěnu jeho trysky, kde přerušila tři trubičky, kterými při startu proudí kapalný vodík jako chlazení hlavního motoru. Kvůli poškození začal vodík z trubiček unikat. Během letu tudy uteklo 1110 kg vodíku. Palubní počítače zaznamenaly víc paliva v motoru, proto přidaly do pohonné směsi víc kyslíku. Množství spotřebovaného kyslíku navíc (1808 kg) bylo větší než množství ztraceného vodíku. K motorům SSME se tak nedostalo okysličovadlo a motory tak musely ukončit svou činnost předčasně. Posádka raketoplánu byla během startu v reálném nebezpečí. Pokud by byl únik vodíku větší, raketoplán by musel přistát nouzovým manévrem RTLS, nebo by dokonce posádka možná musela opustit raketoplán na padácích nad oceánem.
V důsledku předčasného vypnutí motorů měl raketoplán o 4,5 m/s nižší rychlost, než bylo plánované (o cca 7 km nižší než bylo apogeum). Manévrem MS-2 v 05:12 UT Columbia dosáhla kruhové oběžné dráhy, která však byla asi o 10 km nižší, než stanovil plán. To však neohrozilo průběh další mise.
Po otevření dveří nákladového prostoru a obvyklých kontrolách dostala posádka zelenou pro pobyt na oběžné dráze a vypuštění observatoře Chandra. Colemanová přepnula systémy IUS na vlastní zdroj energie a krátce poté (v 11:37 UT) se odpojily kabely, spojující systém observatoře a její urychlovací rakety s raketoplánem. O pět minut později byl nosný prstenec vytočen do polohy pro vypuštění IUS (58°). V 11:47:25 UT se Chandra a její raketový stupeň oddělily od raketoplánu. Řízení observatoře v tu chvíli převzalo středisko Onizuka AFB v Kalifornii.
Piloti Columbie uskutečnili ve 12:03 UT úhybný manévr, aby byl raketoplán v době zážehu motorů IUS bezpečně daleko. K zážehu motoru došlo ve 12:47 UT. Po 117-sekundovém zážehu a odhození motoru se Chandra pohybovala po dráze ve výšce 330-72 031 km. Úspěšně proběhlo i vyklopení solárních panelů a uvedení na konečnou oběžnou dráhu 9 652-139 189 km.

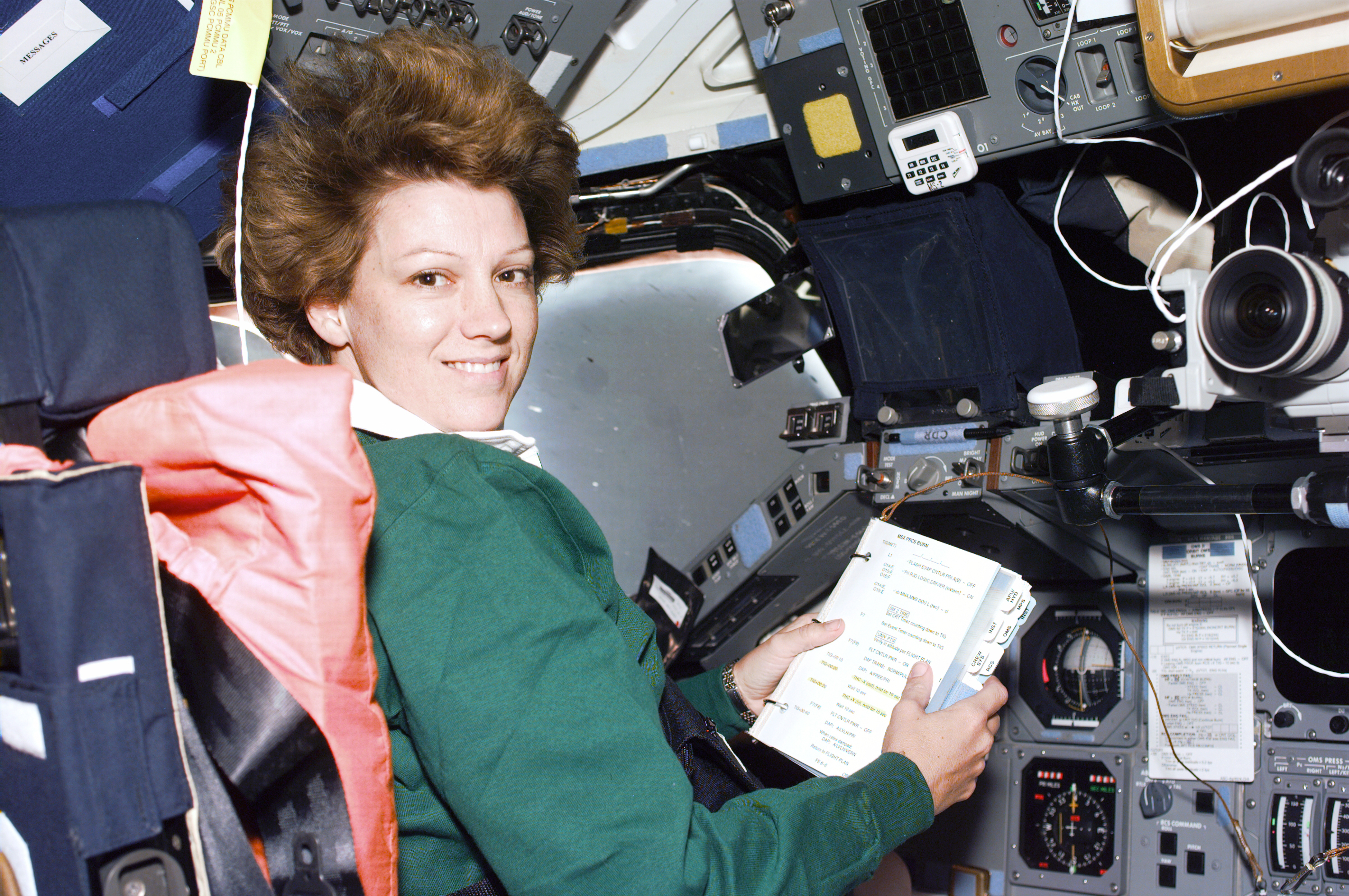
Eileen Collinsová - první velitelka mise raketoplánu

Druhý den se posádka raketoplánu věnovala astronomickým pozorováním. Hawley zahájil pozorování Měsíce, Merkuru, Venuše a Jupiteru přístrojem SWUIS. Dne 25. července se posádka věnovala vědeckým experimentům. Následující den pokračovala vědecká pozorování a biochemické experimenty. Dne 27. července se posádka soustředila na hlavní prověrky lodních systémů před přistáním a ukončování experimentů.
Celý let STS-93 byl zakončen perfektním nočním přistáním na KSC 28. července 1999 v 03:21 UT (05:21 SELČ). Po přistání se však potvrdilo, že v průběhu startu došlo k prasknutí třech z mnoha ocelových trubiček, tvořících plášť trysek motoru SSME a k následujícímu úniku vodíku. Na otázku novinářů, jak vnímala technické problémy během startu, velitelka Collinsová odpověděla: "Vesmírný let představuje pokaždé určité riziko. Jistě, nějaké riziko existuje všude, ať už děláte cokoliv, ať pilotujete letadlo, nebo řídíte auto. Naší úlohou je riziko minimalizovat."